# Quélou Parente
Quélou Parente est une journaliste, productrice, réalisatrice, scénariste et monteuse française.

## Biographie
Quélou Parente collabore à New York en 1989 au magazine Monsters Attack, créé par l'équipe éditoriale de Cracked et, à partir du no 6 de septembre-octobre 1992, dans Nintendo Player, mensuel dédié aux consoles et aux jeux vidéo Nintendo, puis dans Micro Kid's Multimédia.
En 1982 elle figure dans le téléfilm Le Cimetière des voitures de Fernando Arrabal.[réf. nécessaire]
En 1989, elle publie un fanzine, Beware ! They Live, qui aura deux numéros,.
Au début des années 1990, elle représente la firme Troma, Inc. en France et travaille comme courtier en films. Elle est présente dans les marchés du film internationaux à Cannes et Los Angeles. 
Elle fait ses débuts en tant que réalisatrice dans L'Œil du cyclone, émission télévisée proposée par les Programmes Courts de Canal + qui co-produit son premier moyen-métrage de fiction en 35 mm,. Lors de la première projection du film sur grand écran à la Cinémathèque française, son film retient l'attention de Nicole Brenez qui le cite à plusieurs reprises, et notamment dans la revue Trafic ,.
Avec d'autres amis journalistes, par sympathie pour le réalisateur Norbert Moutier alias N.G Mount, surnommé le « Ed Wood français », elle figure dans cinq films à petit budget sortis uniquement en VHS et vendus dans la boutique du réalisateur, la Librairie BD Ciné. Parmi ces films, on trouve Dinosaur from the Deep considéré comme un classique de la Série Z française.
On la retrouve citée dans les remerciements au générique du film Seul contre tous de Gaspar Noé parmi d'autres réalisateurs.
Après un voyage au Japon, elle réalise le documentaire Godzilla et moi, diffusé sur TPS Star en octobre 2001, et sorti en vidéo dans les Bonus du DVD Anniversaire des cinquante ans de la Tōhō avec le film Godzilla: Final Wars et une interview du réalisateur Ryūhei Kitamura. 
En 2005, elle filme le chercheur Pierre-André Taguieff, philosophe, politologue, sociologue et historien des idées, sur le sujet des Protocoles des Sages de Sion dont elle dit : « Pour tout savoir de cette imposture, vous pouvez soit lire le livre de 600 pages de Pierre-André Taguieff, soit lire Le Complot (The Plot), le roman graphique de Will Eisner, soit regarder mon film. Je recommande les trois ». Le film Les Protocoles des Sages de Sion : Histoire d'un Faux est visible sur le site Conspiracy Watch et dans les bonus du DVD Les Protocoles de la rumeur de Marc Levin.
La même année, elle rencontre la chanteuse Talila et son mari Teddy Lasry. Afin de réaliser un documentaire, elle filme leurs concerts, dont des extraits sont partagés sur le site officiel de la chanteuse. 
En 2010, intéressée par les nouvelles technologies, la science et l'éducation, elle travaille avec la société de post-production Artistic Image sur un projet transmédia en relief sur la Science-fiction française présenté par Jean-Pierre Dionnet, projet qui sera suspendu avec l'abandon des chaînes de télévision 3D, et notamment Canal+ 3D, et à la suite du décès du spécialiste Alain Derobe, son mentor en termes de stéréographie. 
Une première série de treize épisodes en relief avec l'astrophysicien Roland Lehoucq et l'écrivain Laurent Genefort, rejoint les collections de la chaîne universcience.tv en 2012. La série nécessite le port de lunettes anaglyphes (rouge/bleu) offertes par Universcience lors du lancement de la série en 2013.
Elle signe un premier film expérimental consacré à la chanteuse Marie France et filme sa prestation PAR AMOUR lors de la  Nuit européenne des musées 2010 : Parlez-moi d'amour, Marie France au Mac Val. Les deux films appartiennent à la collection vidéo du MAC/VAL.

## Filmographie

### Réalisatrice
- 1994 : Welcome to Tromaville, 26 min, Canal +
- 1996 : Marquis de Slime, 40 min, Canal+
- 1997 : Les Deniers du culte de Dominique Cazenave et Doug Headline, 52 min, Canal +
- 1998 : Godzilla, 26 min, Canal +
- 2001 : Godzilla et moi, 26 min, TPS
- 2005 : Histoire d'un faux avec Pierre-André Taguieff, 52 min, Éditions Montparnasse
- 2007 : Nos retrouvailles de David Oelhoffen, 26 min, (making-of)
- 2010 : Parlez-moi d'amour: Marie France au MAC/VAL, 30 min, Musée d'Art contemporain du Val-de-Marne
- 2012 : Voyage en science et fiction en 3D relief, (treize épisodes), Universcience.tv

### Actrice
- 1991 : Trepanator
- 1992 : Alien Platoon
- 1994 : Dinosaur from the Deep
- 1995 : Le syndrome d'Edgar Poe
- 1999 : Brooklyn Cop